# Cinetata
Cinetata gradata es una especie de araña araneomorfa de la familia Linyphiidae. Es el único miembro del género monotípico Cinetata.

## Distribución
Es un endemismo de Europa. 